# Bonnemaison
Bonnemaison ist eine französische Gemeinde mit 401 Einwohnern (Stand: 1. Januar 2022) im Département Calvados in der Region Normandie. Sie gehört zum Arrondissement Vire und zum Kanton Les Monts d’Aunay. Die Einwohner werden als Bonnemaisonais bezeichnet.

## Geografie
Bonnemaison liegt etwa 26 km südwestlich von Caen. Umgeben wird die Gemeinde von Courvaudon im Norden, La Caine im Nordosten, Curcy-sur-Orne im Osten, Hamars im Südosten, Campandré-Valcongrain im Süden sowie Les Monts d’Aunay im Westen.

## Bevölkerungsentwicklung
| Jahr                             | 1793 | 1836 | 1876 | 1926 | 1946 | 1968 | 1990 | 2008 |
| Einwohner                        | 636  | 624  | 499  | 267  | 282  | 208  | 331  | 367  |
| Quelle: Cassini, EHESS und INSEE |      |      |      |      |      |      |      |      |

## Sehenswürdigkeiten

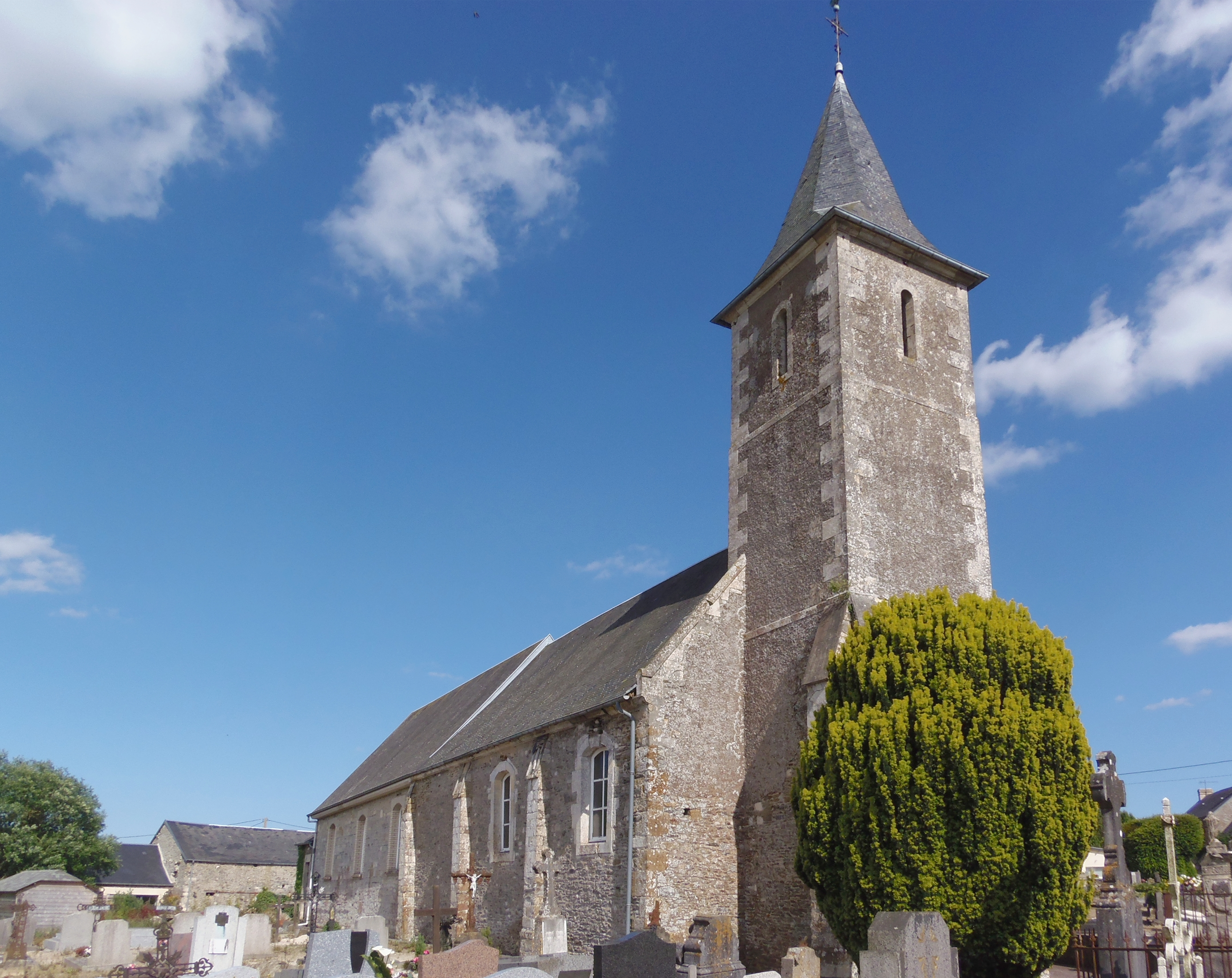
Kirche Saint-Martin

- Kirche Saint-Martin aus dem 18. Jahrhundert, beinhaltet als Monument historique klassifizierte Kunstobjekte